# 路虎揽胜极光
路虎極光攬勝（Land Rover Range Rover Evoque；常稱：Range Rover Evoque）是路虎的一款緊湊型SUV，2011年7月上市。其原型是2008年1月在北美國際車展上面世的概念車路虎LRX（Land Rover LRX）。

## 外部連結
- 官方网站